# Łeskowo
Łeskowo (mac. Лесково) – wieś w Macedonii Północnej położona w gminie Demir Hisar.
U schyłku XIX wieku, Łeskowo było bułgarską wsią położoną w Imperium Osmańskim. W 1900 roku Łeskowo, według bułgarskiego geografa Wasila Kanczowa, który dokonał wówczas powszechnego spisu ludności, zamieszkiwało 260 osób narodowości bułgarskiej (wszyscy byli chrześcijanami). Obecnie wioska jest niezamieszkana.